# Сид: Месть восставшего
«Сид: Месть восставшего» (англ. Seed) — фильм ужасов 2007 года снятый режиссёром Уве Боллом. В фильме присутствует жестокость не только к людям, но и к животным из-за чего у многих вызвал отрицательную критику.

## Сюжет
Макс Сид за шесть лет убил 666 человек, и его до сих пор не могут вычислить. Полицейским начинают приходить посылки с видеоматериалами, в которых через камеру видеонаблюдения запечатлена медленная смерть и полное разложения умиравших: сначала видео с тараканом, потом с собакой, ребёнком и последнее видео со взрослой женщиной. Все умирающие находились в запертой комнате без света и еды. Полиции удается вычислить это место, и детектив Мэт Бишоп арестовывает Сида. В дальнейшем его приговаривают к смертной казни на электрическом стуле.
После того, как через Сида пропустили 1,5 тысячи вольт в течение 45 секунд, он остается жив. Через него снова пропускают ток, но он все равно выживает и, опасаясь, что после третьей попытки Сид не умрет, староста тюрьмы Арнольд уговаривает доктора Паркера констатировать смерть Сида (ведь если после третьей попытки, согласно закону, осужденный остается жив, то его отпускают на свободу). В конце концов, Сида хоронят заживо, но ему удается выбраться из могилы и он начинает мстить своим обидчикам.
После убийства всех офицеров, старосты Арнольда и доктора Паркера, находившихся на острове (тюрьма, где казнили Сида, находилась на острове) и принимавших участие в его казни, он вплавь добирается до материка, для того чтобы убить детектива Мэта Бишопа.
Он посылает детективу видео, на котором снимал, как он подходил к его дому. Опасаясь за свою жену и 10-летнюю дочь, он мчится домой, не обнаружив их, решает идти в дом Сида, где происходили предыдущие убийства. Осмотрев весь дом, он спускается в подвал. Сид запирает его в одной из комнат, где детектив обнаруживает монитор, пистолет и видит связанных жену и дочь. Сид через экран требует от детектива, чтобы тот выстрелил себе в голову в обмен на жизнь дочери и жены. Когда детектив отказывается Сид стреляет в жену детектива, убив её на месте. Он направляет дуло на дочь, но в это время детектив убивает себя. После этого Сид приводит дочь в ту комнату и запирает её вместе с мёртвым отцом.
Экран становится чёрным, после чего фильм перематывается в обратную сторону.

## В ролях
- Уилл Сандерсон — Макс Сид
- Майкл Паре — детектив Мэт Бишоп
- Эндрю Джексон — доктор Паркер
- Ральф Мёллер — староста Арнольд
- Джодель Ферланд —Эмили дочь детектива
- Теа Гилл — жена детектива
- Дон Синкглер Дэфис — офицер Дэвис
- Тайрон Лейтсо — Джеффри
- Майкл Эклунд — Джефф (палач)
- Майк Допуд — Фланн Долерс

## Факты о фильме
- Съемки продолжались с 17 июня по 13 августа 2006 года, и проходили в Британской Колумбии, Канаде[1].

## Награды
- Лучшие спецэффекты на Нью-Йорком кинофестивале ужасов в 2007 году.